# Gle Puh Merah
Gle Puh Merah är en kulle i Indonesien.   Den ligger i provinsen Aceh, i den västra delen av landet, 1 800 km nordväst om huvudstaden Jakarta. Toppen på Gle Puh Merah är 28 meter över havet. Gle Puh Merah ligger på ön Pulau Peunasu.
Terrängen runt Gle Puh Merah är kuperad åt sydväst, men åt nordost är den platt. Runt Gle Puh Merah är det mycket tätbefolkat, med 1 018 invånare per kvadratkilometer. Närmaste större samhälle är Banda Aceh, 19,5 km öster om Gle Puh Merah. 